# Rötthi
Der Rötthi war eine Masseneinheit (Gewichtsmaß) für Gold- und Silberwaren in der britisch-ostindischen Präsidentschaft Bengalen.
- 1 Rötthi = 0,1976 Gramm